# Ranunculus glaberrimus
Renoncule d'armoise
Espèce
Synonymes
- Ranunculus glaberrimus var. glaberrimus[1]

Ranunculus glaberrimus, la  Renoncule d'armoise, est une espèce de plantes à fleurs de la famille des Ranunculaceae et qui est originaire de l'Ouest du Canada, de l'Ouest des États-Unis et du Nord-Ouest des Grandes Plaines.

## Description
Ranunculus glaberrimus est une plante herbacée vivace atteignant 4 à 15 cm de hauteur. Ses feuilles basales, un peu épaisses, sont ovales, avec de longs pétioles, allant d'entiers à trois lobes profonds. Ses feuilles caulinaires ont des pétioles courts mais sont par ailleurs similaires. Les fleurs ont cinq à dix pétales jaunes jusqu'à 1,3 cm de longueur. Les étamines et les pistils sont nombreux. 
L'espèce serait toxique pour le bétail et peut-être aussi pour les humains.

## Liste des variétés
Selon Tropicos (19 septembre 2021) :
- variété Ranunculus glaberrimus var. ellipticus (Greene) Greene
- variété Ranunculus glaberrimus var. glaberrimus
- variété Ranunculus glaberrimus var. reconditus (A. Nelson & J.F. Macbr.) L.D. Benson